# Batalha do Monte Cadmo

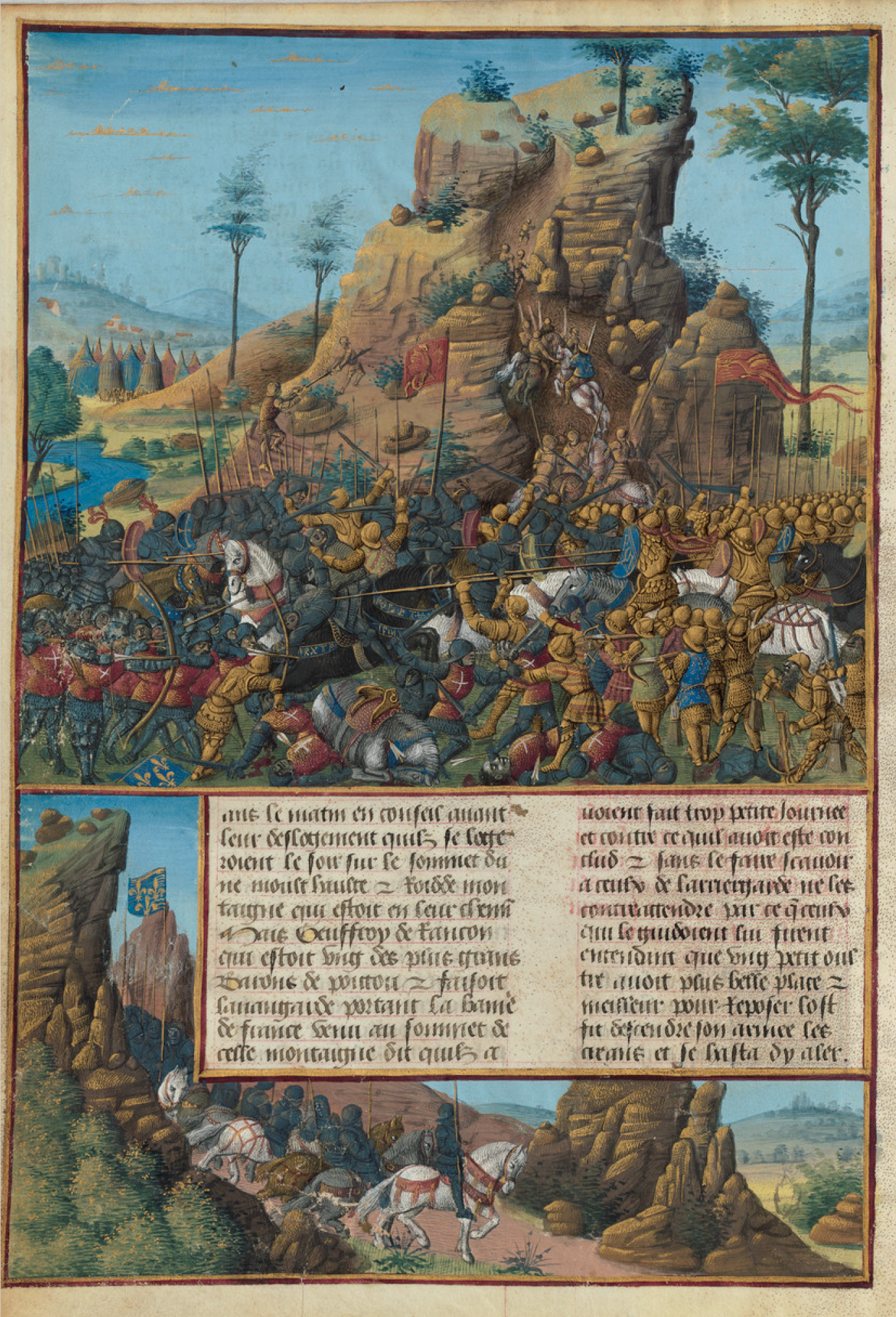
De uma cópia das Passages d'outremer (c. 1490)

Batalha do Monte Cadmo ocorreu perto de Laodicéia, em Chonae, em 6 de janeiro de 1148, durante a Segunda Cruzada. O exército cruzado francês, liderado por Luís VII da França, foi derrotado pelos seljúcidas do Sultanato de Rum.

## Contexto
Os indisciplinados cruzados, especialmente os do contingente alemão, causaram uma série de incidentes durante sua passagem pelos Bálcãs. O imperador bizantino, Manuel I Comneno, temia que os cruzados fortalecessem o Principado de Antioquia, que ele queria restaurar à sua soberania, e também enfraquecessem a aliança bizantino-germânica contra Rogério II da Sicília. Embora Conrado III e Luís VII se recusassem a prestar homenagem ao imperador bizantino no outono de 1147, eles mantiveram as tropas bizantinas. Consequentemente, Rogério II tomou Corfu e Cefalônia e saqueou Corinto e Tebas. 
Os franceses e os alemães decidiram seguir rotas separadas. O exército de Conrado foi derrotado na Batalha de Dorileia em 25 de outubro de 1147. Os remanescentes do exército de Conrado conseguiram se juntar ao exército do rei da França. Os exércitos seguiram o caminho deixado pelo primeiro avanço dos cruzados em direção à Filadélfia, na Lídia. Nesta cidade, os alemães ainda estavam expostos a ataques e decidiram retornar a Constantinopla. Conrado III, reconciliado com Manuel, capturou Acre com navios bizantinos. As tropas de Luís VII seguiram a costa e depois tomaram a estrada para o leste. Os seljúcidas esperaram nas margens do rio Meandro, mas os francos forçaram a passagem e marcharam até Laodicéia, onde chegaram em 6 de janeiro, dia da Epifania. Eles então marcharam para as montanhas que separam a Frígia da Pisídia.

## Batalha
A vanguarda, liderada por Geoffrey de Rancon, foi imprudentemente colocada muito à frente do exército. O rei Luís, com a coluna principal, ignorou esse fato e seguiu em frente. Os soldados franceses caminhavam com confiança, convencidos de que seus camaradas ocupavam as alturas à sua frente. No entanto, os seljúcidas tinham vantagem quando as fileiras francesas se dispersaram e avançaram sobre eles com espadas nas mãos. Os franceses recuaram para um desfiladeiro estreito, delimitado de um lado por precipícios e penhascos do outro. Cavalos, homens e bagagens foram forçados a cair no abismo. O rei Luís VII conseguiu escapar da briga, encostou-se a uma árvore e ficou sozinho contra vários atacantes. À noite, o rei aproveitou a escuridão para se juntar à vanguarda do seu exército, que se acreditava morto. Após a batalha, o exército do rei da França, que havia sofrido pesadas perdas, mal chegou a Antália em 20 de janeiro.